# Marion Baldur Sulzberger
Marion Baldur Sulzberger (* 12. März 1895; † 23. November 1983) war ein US-amerikanischer Dermatologe.
Er absolvierte sein Medizinstudium in der Schweiz (Genf und Zürich). 1929 kehrte er in die USA zurück und war später u. a. Ordinarius für Dermatologie in New York. Nach Beschreibungen des Schweizer Dermatologen Bruno Bloch 1926 und von ihm 1927 wurde später das gleichnamige Syndrom (Bloch-Sulzberger-Syndrom) benannt.